# Manton (krater)
För andra betydelser, se Manton.
Manton är en nedslagskrater på planeten Venus. Manton har fått sitt namn efter de brittiska syskonen, botanikern Irene Manton och  zoologen Sidnie Manton.
Kratern har en diameter på ungefär 20 kilometer.